# Прижов Іван Гаврилович
Прижов Іван Гаврилович (* 22 вересня (4 жовтня) 1827, Москва — † 27 липня (8 серпня) 1885, Петровський завод, тепер Петровськ-Забайкальський) — російський письменник-публіцист, історик, етнограф.
Учасник революційного руху 60-х років XIX століття. У 1869 був заарештований і 1871 засуджений на 12-річну каторгу й довічне заслання в Сибір. 
У 1869 році видав працю «Малоросія (Південна Русь) в історії її літератури з XI по XVIII століття» (рос. Малороссия (Южная Русь) в истории её литературы с XI по XVIII век).
Літературну й наукову діяльність почав у кінці 50-х років. Перші твори надруковано 1860. Автор публіцистичних праць «Світла сторона поетичних стосунків природи і людини. Лірична поезія» (1862, опубл. 1958), "«Кобзарь» Тараса Шевченка" (1867), «Побут Малоросії за пам'ятками її літератури з XI по XVIII ст.» (1869— 85, опубл. 1958) та інших. 
Листувався з Осипом Бодянським.

## Радянські липи
Через "революційність" Прижова, в офіційній радянській міфотворчості його прославляли як великого героя та "друга україни". в Українській радянській енциклопедії у статті про Прижкова за авторством О. Р. Мазуркевича навіть додали липу про те, що його працю 1869 року «Малоросія (Південна Русь) в історії її літератури з XI по XVIII століття» (рос. Малороссия (Южная Русь) в истории её литературы с XI по XVIII век) було нібито перекладено українською мовою Іван Нечуй-Левицький. Насправді ж це липа, й українською мовою цю працю Прижова переклав Наталь Вахнянин того ж, 1869 року, у III річнику львівського журналу  «Правда», а не Іван Нечуй-Левицький.

## Переклади українською
И. Прижов. Малоросия (Южна Русь) и история іі літератури. Подав перекладом: Наталь Вахнянин // «Правда».  1869. Рочник III. С. 36-44
Прижков видав «Лист до громади» адресований до українського народу, де звернувся з революційною прокламацією (українською мовою: газета Колокол, 1870).